# Fontana della spinacorona (Nápoly)
A Fontana della spinacorona (magyarul A töviskorona kútja) egy 16. századi  díszkút. V. Károly nápolyi király uralkodása idején épült, vonásain észrevehető a reneszánsz és a barokk átmenete. A legendák úgy tartják, hogy a kutat díszítő márvány sellőszobor melleiből alázúduló víz oltotta ki egy alkalommal a Vezúv tüzét. A történelmi dokumentumok tanúsága szerint a helyén már a 12. században kút állt. Ezt alakította át a 16. században Don Pedro de Toledo alkirály kívánságára Giovanni da Nola. Mai nevét a közelben található Santa Caterina di Spinacorona templom után kapta.